# صلصة الذرة

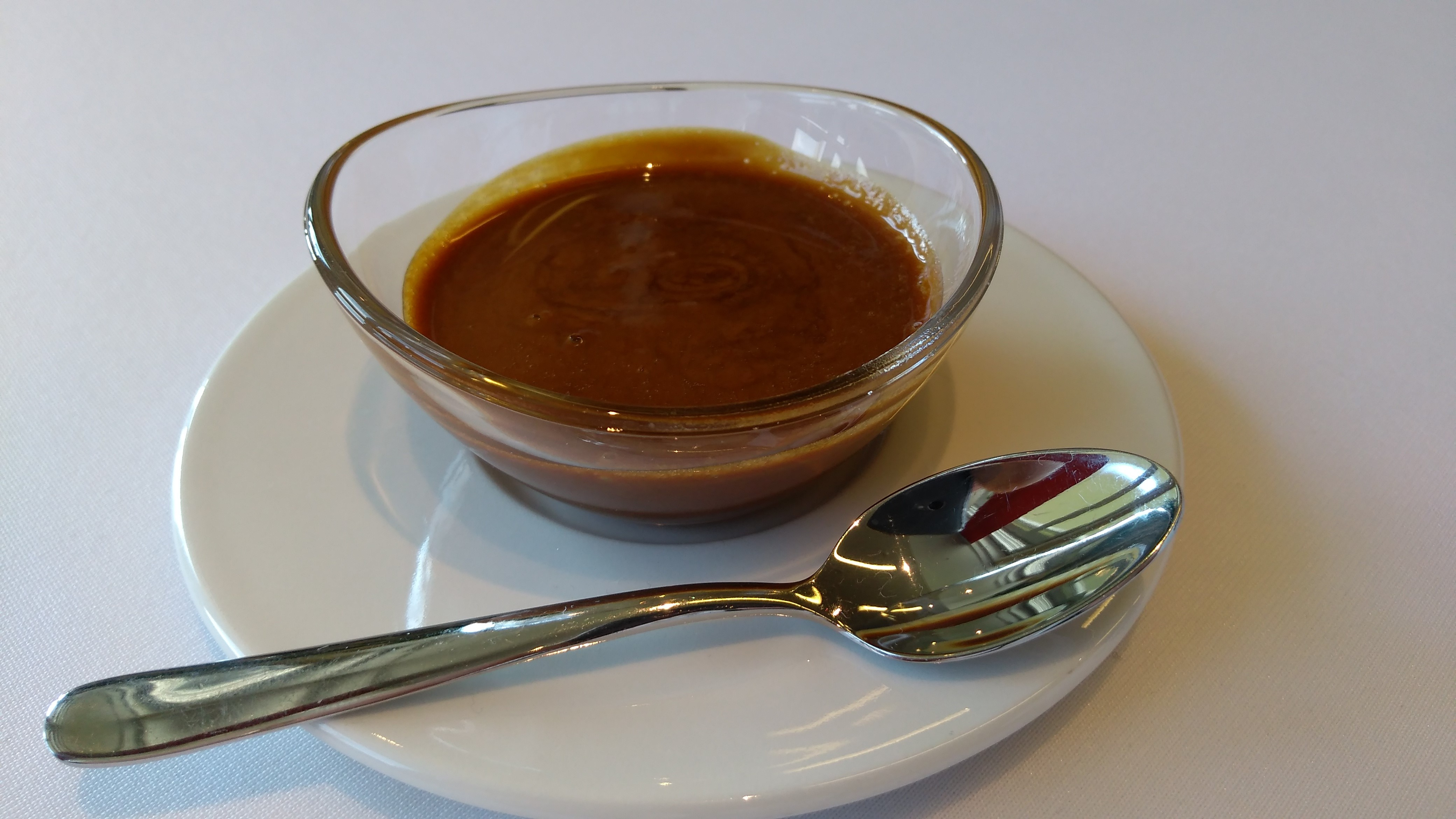
نسخة خفيفة من معجون صلصة الذرة

يتم إنتاج صلصة الذرة أو صلصة الذرة المخمرة عن طريق التخمير باستخدام نشا الذرة كركيزة أساسية. يتم استخدامه كتوابل ومكونات غذائية، سواء في شكل معجون أو مسحوق. صلصة الذرة مثل صلصة الصويا، لها طعم أومامي مميز. يتم استخدامه لتذوق الأطباق بما في ذلك الحساء والمرق.

## الذوق والاستخدام
صلصة الذرة عبارة عن مزيج من الأحماض الأمينية الحرة والمربوطة والأحماض العضوية وأملاحها ومنتجات تفاعل ميلارد والمعادن .
خضعت مذاق صلصات الذرة للبحث، مما يدل على أن درجة تعقيد الطعم ناتجة عن تكوين الأملاح ومستقلبات التخمير، والأحماض الأمينية ، وحمض الخليك ، والريبوتيدات ، والببتيدات القصيرة والكربوهيدرات. بالإضافة إلى ذلك ، تم تحديد ثنائي الببتيدات الجلوتاميل كفئة من مركبات التذوق المخصب.
أدى طعم صلصة الذرة إلى استخدامها كتوابل. مثل مستخلص الخميرة وصلصة الصويا والبروتين النباتي المهدرج، فإنه يكمل النكهة والمذاق.

## عملية التصنيع
بالمقارنة مع إنتاج صلصة الصويا ، يتم الحصول على صلصة الذرة عن طريق التخمير. تستخدم عملية التخمير أنواع بكتيريا الوتديات. يتم التحكم في معاملات التخمير للوقت ودرجة الحرارة ودرجة الحموضة. بعد التخمير يخضع المرق لخطوة طهي لقتل الكائنات الحية الدقيقة المخمرة ولإحداث تفاعل ميلارد محكوم. تتم إزالة كتلة الخلية عن طريق الترشيح. يتم تركيز المرق المفلتر للحصول على عجينة ولإنتاج المزيد من منتجات ميلارد. أثناء التبخر، يضاف الملح لتحسين الاستقرار الميكروبي. بالنسبة للمنتج كمسحوق، فانه يتم تطبيق خطوة التجفيف.

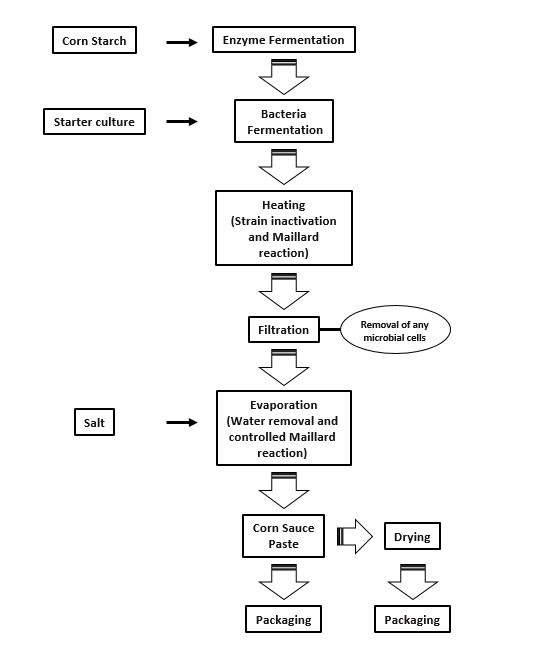
مخطط تدفق الإنتاج لإنتاج صلصة الذرة